# Weerswilen
Weerswilen ist eine frühere Ortsgemeinde und eine Siedlung im Kanton Thurgau in der Schweiz.
Die Ortsgemeinde Weerswilen war von 1803 bis 1994 Teil der Munizipalgemeinde Berg (TG). Die Ortsgemeinde Weerswilen trennte sich 1995 – allerdings ohne die Ortschaft Beckelswilen – im Rahmen der Thurgauer Gemeindereform von der Munizipalgemeinde Berg ab und schloss sich der Einheitsgemeinde Weinfelden an.

## Geographie
Das Dorf Weerswilen liegt am Südhang des Ottenbergs bei Weinfelden. Zur Ortsgemeinde gehörten nebst Weerswilen die Weiler Beckelswilen, Oberhard, Ottenberg und ein Teil von Burg.

## Geschichte
Wernswille wurde 1291 erstmals urkundlich erwähnt. Im Hochmittelalter war Weerswilen vermutlich ein bischöflich-konstanzisches Lehen der Freiherren von Bussnang, das später als Gerichtsherrschaft – unter anderem mit Altschhof, Häusern in Dotnacht und Engelswilen an die von Roggwil ging. Diese verkauften Weerswilen 1391 an die von Ulm. Eine Offnung wurde zwischen 1466 und 1496 ausgestellt. Von 1711 bis 1798 war das Gericht Weerswilen im Besitz der Stadt Zürich.
Weerswilen war bis 2000 nach Berg kirchgenössig, dann nach Weinfelden.
In Weerswilen wurden Acker-, Wiesen- und Obstbau und bis ins 19. Jahrhundert Weinbau in bedeutendem Umfang betrieben. Von 1904 bis 2003 gab es im Ort eine Käserei, von 1885 bis 1896 eine Stickerei und von 1917 bis 1922 eine Schifflistickerei. Die Anzahl der Landwirtschaftsbetriebe nahm im 20. Jahrhundert ständig ab.

## Bevölkerung

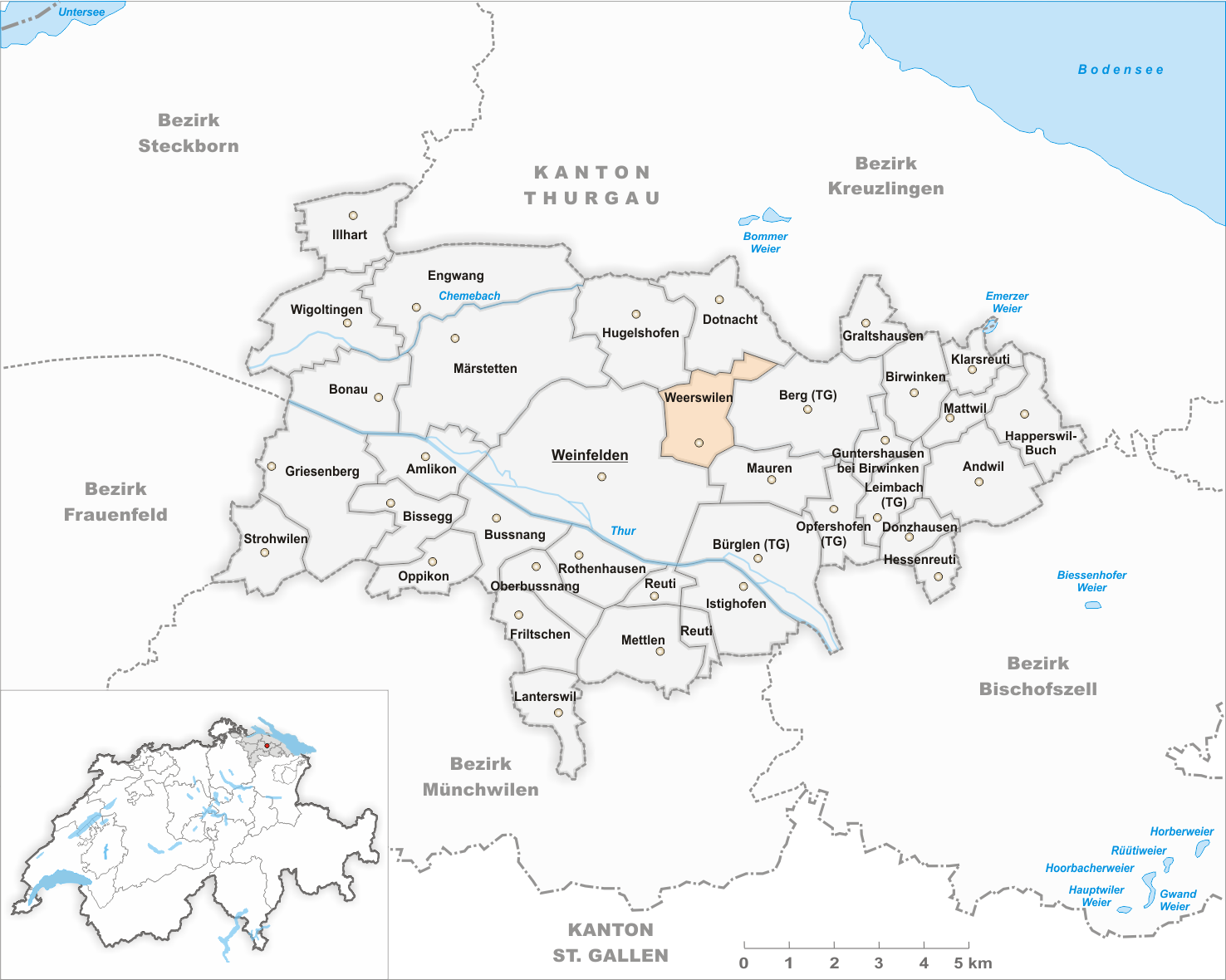
Gemeindestand vor der Fusion im Jahr 1995

| Jahr         | 1831  | 1850  | 1900  | 1950  | 1990  | 2000  | 2010  | 2018  |
| ------------ | ----- | ----- | ----- | ----- | ----- | ----- | ----- | ----- |
| Ortsgemeinde | 281   | 316   | 282   | 262   | 262   |       |       |       |
| Siedlung     |       |       |       |       |       | 112   | 99    | 104   |
| Quelle       | [ 2 ] | [ 2 ] | [ 2 ] | [ 2 ] | [ 2 ] | [ 4 ] | [ 3 ] | [ 5 ] |

|  |